# Breaking Hearts
Breaking Hearts é o décimo oitavo álbum de estúdio do cantor e compositor britânico Elton John, lançado em 1984.
O álbum apresenta o clássico quarteto formado por Elton John, Davey Johnstone, Dee Murray e Nigel Olsson. O disco também trouxe dois hits, "Sad Songs (Say So Much)", número 5 nos Estados Unidos e "Passengers", número 5 na parada do Reino Unido. Este foi o último álbum em que Elton tocou todos os teclados em estúdio.
| Críticas profissionais                                                      | Críticas profissionais |
| Avaliações da crítica                                                       | Avaliações da crítica  |
| Fonte                                                                       | Avaliação              |
| --------------------------------------------------------------------------- | ---------------------- |
| Allmusic                                                                    | [ 1 ]                  |
| Rolling Stone                                                               | [ 2 ]                  |
| Esta tabela precisa de ser acompanhada por texto em prosa. Consulte o guia. |                        |

## Faixas
Todas as faixas compostas por Elton John e Bernie Taupin.

### Lado 1
1. "Restless" – 5:17
2. "Slow Down Georgie (She's Poison)" – 4:10
3. "Who Wears These Shoes?" – 4:04
4. "Breaking Hearts (Ain't What It Used to Be)" – 3:34
5. "Li'l 'Frigerator" – 3:37

### Lado 2
1. "Passengers" (Elton John, Bernie Taupin, Davey Johnstone, Phineas McHize) – 3:24
2. "In Neon" – 4:19
3. "Burning Buildings" – 4:02
4. "Did He Shoot Her?" – 3:21
5. "Sad Songs (Say So Much)" – 4:55

## Músicos
- Elton John - piano, vocal
- Dee Murray - baixo, vocal de apoio
- Davey Johnstone - guitarra, violão e vocal de apoio
- Nigel Olsson - bateria, vocal